# Muyiwa Ademola
Muyiwa Ademola es un actor, cineasta, productor y director de cine nigeriano.

## Biografía
Ademola nació el 26 de enero de 1971 en Abeokuta, estado de Ogun al suroeste de Nigeria. Asistió al St. David's High School en Molete en Ibadán, donde obtuvo el Certificado de escuela secundaria de África occidental. Posteriormente se trasladó a la Universidad de Ibadán, donde obtuvo una licenciatura en Educación de adultos.

## Carrera profesional
Se unió a la industria cinematográfica nigeriana a través de Charles Olumo, conocido popularmente como Agbako, quien radica en su ciudad natal, Abeokuta. Más tarde conoció a un director de cine llamado S.I Ola que le enseñó actuación y producción cinematográfica. Debutó como actor por completo en 1991. En 1995, produjo su primer guion escrito en una película titulada Asise. Desde entonces, ha producido, dirigido y presentado en Nollywood diversas películas en yoruba.
En 2005, su película ORI (Fate) ganó el premio a la mejor película autóctona en los primeros Premios de la Academia del Cine Africano. En 2008, fue nominado en la cuarta edición de los Premios de la Academia de Cine Africano en la categoría Actor Indígena Más Destacado.
En enero de 2013, se informó que estuvo involucrado en un accidente, que casi resulta en su muerte.

## Filmografía seleccionada
- Asise (1995)
- Ogo Osupa
- Ori (2004)
- Ile
- Alapadupe
- Ami Ayo
- Ire de Fimidara
- Gbarada (2019)